# Suwon Lee
Suwon Lee (Caracas, 1977) es una artista y fotógrafa venezolana de ascendencia coreana. Algunas de sus obras forman parte de la Colección Patricia Phelps de Cisneros y de la colección permanente del MoMA de Nueva York.

## Trayectoria
Nacida en Caracas en 1977, Lee se formó como fotógrafa en París donde obtuvo el título de Bachelor of Arts en la American University of Paris (AUP) y estudió en la escuela de fotografía parisina Spéos entre 1999 y 2002. Posteriormente se formó en Venezuela con Nelson Garrido y en España con Axel Hütte. En 2005 fundó junto con Luis Romero el espacio de arte contemporáneo Oficina #1, ubicado en el Centro de Arte Los Galpones de Caracas, del que fue codirectora hasta su cierre en 2016.

## Colecciones
La obra de Lee ha sido expuesta tanto en exposiciones individuales como colectivas en Venezuela y en diversos países como Estados Unidos, Brasil,  Panamá, España, Colombia, Chile, Corea del Sur, Francia, Alemania, Costa Rica, Argentina, Puerto Rico, Perú, México, Reino Unido, entre otros. También en festivales, universidades, galerías y museos tales como el Museo de Bellas Artes de Caracas (MBA), la Fundación Cartier, el Museo de Arte Contemporáneo de Caracas (MACCAR), el Centro Cultural de España en Santiago (CCE Santiago), en la Universidad Central de Venezuela (UCV), en la Casa de América Latina, en la sede de la Asociación Cultural Peruano Británica en Lima, Perú, en la Bienal del Mercosur, el Museo de Arte de la Universidad Estatal de Arizona, el Museo Amparo, entre muchos otros lugares.
Algunas de sus obras forman parte de la Colección Patricia Phelps de Cisneros y de las colecciones permanentes del Museum of Modern Art (MoMA) de Nueva York, el Museu de Arte Brasileira da Fundação Armando Alvares Penteado, la Colección Banco Mercantil, la Fundación de Arte Cisneros Fontanals en Miami, entre otros.

## Exhibiciones
| Título                                                       | Organización                | Lugar                | Fecha                          |
| ------------------------------------------------------------ | --------------------------- | -------------------- | ------------------------------ |
| Landscapes & Self-Portraits. Female Voices of Latin America. | Vortic.art                  | Online Platform      | 4 de abril - 1 de mayo de 2021 |
| Mukthi Room” Solo Projects curated by Jesús Fuenmayor.       | Pinta Miami                 | Miami, USA           | 2015                           |
| Kyopo: Coreanos en Venezuela                                 | Centro de Arte Los Galpones | Caracas, Venezuela   | 2014                           |
| Heima                                                        | Espacio Al Borde            | Maracaibo, Venezuela | 2013                           |
| The benign indifference                                      | Galería Fernando Pradilla   | Madrid, Spain        | 2012                           |
| Bling! Bling!                                                | Galpón 1                    | Caracas, Venezuela   | 2008                           |

| Título                                                                                | Organización                                 | Lugar                            | Fecha |
| ------------------------------------------------------------------------------------- | -------------------------------------------- | -------------------------------- | ----- |
| Futures Photography 2021                                                              | PHotoESPAÑA Circulo de Bellas Artes          | Madrid, España                   | 2021  |
| Guangzhou Image Triennial 2021: Intermingling Flux. Curada por Gerardo Mosquera       | Guangdong Museum of Art                      | Guangzhou, China                 | 2021  |
| Encuentros en tiempo presente                                                         | Centro de Arte Alcobendas                    | Madrid, España                   | 2020  |
| Portadores de sentido. Arte contemporáneo de la Colección Patricia Phelps de Cisneros | Museo Amparo                                 | Puebla, México                   | 2019  |
| Under Construction: Relatos desde Latinoamérica en la Colección CIFO                  | Casa Fugaz                                   | Callao, Perú                     | 2019  |
| Soul Mining: The influence of Asian culture and labor in Latin America                | Vincent Price Art Museum                     | Los Ángeles, California, EE. UU. | 2018  |
| Soul Mining: The influence of Asian culture and labor in Latin America                | Arizona State University Art Museum          | Tempe, Arizona, EE. UU.          | 2017  |
| América Latina 1963-2013                                                              | Fondation Cartier pour l’Art Contemporain    | Paris, Francia                   | 2013  |
| 9.ª Bienal do Mercosul: Weather Permitting. Curada por Sofía Hernández Chong Cuy      | Fundação Bienal de Artes Visuais do Mercosul | Porto Alegre, Brasil             | 2013  |
| Voyage Voyage                                                                         | Maison de l’Amérique Latine                  | Paris, Francia                   | 2012  |
| Once Tipos                                                                            | Sala Mendoza                                 | Caracas, Venezuela               | 2011  |
| I Bienal Internacional de Arte Contemporáneo ULA 2010                                 | Universidad de Los Andes                     | Mérida, Venezuela                | 2010  |
| Shifting Constructs. CIFO Grants & Commissions Program                                | Cisneros Fontanals Art Foundation            | Miami, EE. UU.                   | 2009  |
| XII Salón Jóvenes con FIA                                                             | Corp Banca                                   | Caracas, Venezuela               | 2009  |
| Belong Here                                                                           | Centro Cultural de España                    | Santiago, Chile                  | 2008  |
| Reflect/Refract                                                                       | Rich Gallery                                 | Londres, Reino Unido             | 2008  |
| El Futuro es ahora                                                                    | Fototeca de Veracruz y CASA-Oaxaca           | Veracruz, México                 | 2007  |
| Café con Leche: Cultura, Migración, Identidad                                         | Museo de Bellas Artes de Caracas             | Caracas, Venezuela               | 2006  |
| VII Salón CANTV Jóvenes con FIA                                                       | Ateneo de Caracas                            | Caracas, Venezuela               | 2004  |
| VI Salón Pirelli de Jóvenes Artistas                                                  | Museo de Arte Contemporáneo de Caracas       | Caracas, Venezuela               | 2003  |
| Contra>Sentido: Nueva Fotografía Venezolana                                           | Sala Mendoza                                 | Caracas, Venezuela               | 2003  |

## Premios y distinciones
- 2011 - Premio Artista Joven de la Asociación de Artistas Plásticos de Venezuela.[11]
- 2010 - Premio Artista Emergente 2009 de la Asociación Internacional de Críticos de Arte, Capítulo Venezolano.[11]
- 2008 - Beneficiaria del Programa de Becas y Comisiones otorgado por la Fundación de Arte Cisneros Fontanals (CIFO) en Miami.[11]
- 2008 - Premio International Young Visual Arts Entrepreneur Award del British Council.[11]